# Rybařík velký
Rybařík velký (Megaceryle maxima) je největší pták z čeledi ledňáčkovitých. Žije v Africe jižně od Sahary s výjimkou suchých oblastí na jihozápadě. Jedná se o největší africký druh rybaříka, je dlouhý 42–48 centimetrů.
Živí se převážně kraby, žábami a rybami.
Má dva poddruhy:
- M. m. maxima žije v otevřené krajině, světlejší
- M. m. gigantea žije v lesích a je tmavší